# ハンロンの剃刀
ハンロンの剃刀（ハンロンのかみそり、英: Hanlon's razor）とは、次の文で表現される考え方のことである。
Never attribute to malice that which is adequately explained by stupidity.
無能で十分説明されることに悪意を見出すな
例えば、ある製品に欠陥が見つかった場合、（大抵の場合、一般論としては）それは製造した企業が無能であるか愚かであるということを示しているのであって、消費者を困らせるために企業が悪意を持って欠陥を忍ばせたわけではない、という考え方を示すのに用いられる。
上記の文言それ自体は、20世紀のペンシルベニア州に住むロバート・J・ハンロン (Robert J. Hanlon) という人の発言に由来するもの、とその友人などによって主張されたが、こうした考え方や類似の警句は、それよりはるか以前から存在していたことが知られている。

## 起源とされるもの

### 冒頭の引用文自体に関する主張
ロバート・J・ハンロンの友人ジョセフ・ビグラー (Joseph Bigler) の説明によると、冒頭に挙げられた「ハンロンの剃刀」自体は、1980年に刊行されマーフィーの法則に関連したさまざまなジョークを集めた書籍Murphy's Law Book Two, More Reasons Why Things Go Wrong (ISBN 0-417-06450-0)に対して、ロバート・J・ハンロンが寄せた意見に由来している、とのことである。ロバート・J・ハンロンはペンシルバニア州スクラントン在住の無名の人物である。
この文に与えられた「ハンロンの剃刀」という呼称は、オッカムの剃刀からインスピレーションを得たものである。

### 起源、あるいは類似する古い警句
「ハンロンの剃刀」の考え方というのは、必ずしもロバート・ハンロンのオリジナルというわけではなく、以前から類似の表現や考え方は存在していた。
たとえばロバート・A・ハインラインの1941年の短編作品『金星植民地』（短編集『地球の緑の丘』収録）にも類似の表現が見られる。次のような文である。
You have attributed conditions to villainy that simply result from stupidity.
君は単に愚かさから生じる状況を悪行のせいにした。
これが存在することは、1996年に指摘されており（それはビグラーが「ハンロンの引用句だ」と確認（主張）するよりも5年も前のことである）、ジャーゴンファイルのバージョン4.0.0にてはじめて言及され、「ハンロンの剃刀」は次の「ハインラインの剃刀 (Heinlein's Razor)」を変形したものではないか、と指摘された。
Never attribute to malice that which can be adequately explained by stupidity, but don't rule out malice.
無能で十分に説明できることに悪意を見出してはならない、しかし、悪意を除外してはならない。（※注）
※注：ただし、この引用句はアルベルト・アインシュタインのものであると、ピーター・シンガーが2009年に出版した書籍Wired for War (ISBN 1594201986) のp.434には記述されている。
同様の表現をナポレオン・ボナパルト（1769 - 1821）がしたと誤って引用されることがある。
また、ゲーテの『若きウェルテルの悩み』（1774年）にも類似した表現がすでに用いられていた。
...Mißverständnisse und Trägheit vielleicht mehr Irrungen in der Welt machen als List und Bosheit. Wenigstens sind die beiden letzteren gewiß seltener.
参考訳：（前略）この世界において、誤解や怠慢は、策略や悪意よりも、より多くの混乱を生む。いずれにせよ、後者は（前者に比べれば）ずっと少ない、ということは確かだ。

## 最近の別表現
最近作られたものでは、次のような表現もある。サー・バーナード・インガムによるもので、"cock-up before conspiracy"（「陰謀論より失敗論」）という呼称がつけられている。
Many journalists have fallen for the conspiracy theory of government. I do assure you that they would produce more accurate work if they adhered to the cock-up theory.—Sir Bernard Ingham
ジャーナリストの多くが、政府による陰謀論に陥ってしまっている。だが、素直に失敗論として報じた方がより正確な仕事であろう。—サー・バーナード・インガム